# Майк Бауер
Майк Бауер (англ. Mike Bauer; нар. 29 червня 1959) — колишній американський тенісист.
Найвищу одиночну позицію світового рейтингу — 29 місце досяг 6 листопада, 1984, парну — 25 місце — 19 грудня, 1983 року.
Здобув 3 одиночні та 9 парних титулів.
Найвищим досягненням на турнірах Великого шолома були чвертьфінали в парному розряді.

## Фінали Гран-прі за кар'єру

### Одиночний розряд (3–1)
| Результат | W/L | Дата     | Турнір              | Покриття  | Суперник        | Рахунок       |
| --------- | --- | -------- | ------------------- | --------- | --------------- | ------------- |
| Перемога  | 1–0 | Лис 1982 | Бангкок, Таїланд    | Килим (i) | Джим Гарфейн    | 6–1, 6–2      |
| Перемога  | 2–0 | Гру 1982 | Аделаїда, Австралія | Трава     | Кріс Джонстон   | 4–6, 7–6, 6–2 |
| Поразка   | 2–1 | Гру 1983 | Сідней, Австралія   | Трава     | Йоакім Нюстром  | 6–2, 3–6, 1–6 |
| Перемога  | 3–1 | Гру 1983 | Аделаїда, Австралія | Трава     | Мілослав Мечирж | 3–6, 6–4, 6–1 |

### Парний розряд (9–6)
| Результат | W/L | Дата     | Турнір                      | Покриття  | Партнер             | Суперники                             | Рахунок       |
| --------- | --- | -------- | --------------------------- | --------- | ------------------- | ------------------------------------- | ------------- |
| Перемога  | 1–0 | Лис 1981 | Тайбей, Тайвань             | Килим (i) | Джон Бенсон         | Джон Остін (тенісист) Майк Кейгілл    | 6–4, 6–3      |
| Перемога  | 2–0 | Лис 1981 | Маніла, Філіппіни           | Ґрунт     | Джон Бенсон         | Дрю Джітлін Джим Гарфейн              | 6–4, 6–4      |
| Перемога  | 3–0 | Жов 1992 | Тель-Авів, Ізраїль          | Тверде    | Жоао Кунья е Сілва  | Марк Куверманс Тобіас Свантессон      | 6–3, 6–4      |
| Перемога  | 4–0 | Лис 1982 | Бангкок, Таїланд            | Килим (i) | Джон Бенсон         | Чарлз Строде Морріс Строуд            | 7–5, 3–6, 6–3 |
| Перемога  | 5–0 | Лип 1983 | Штутгарт, Західна Німеччина | Ґрунт     | Ананд Амрітрадж     | Павел Сложил Томаш Шмід               | 4–6, 6–3, 6–2 |
| Поразка   | 5–1 | Жов 1983 | Мауї, США                   | Тверде    | Скотт Девіс         | Тоні Джаммалва Стів Мейстер           | 3–6, 7–5, 4–6 |
| Поразка   | 5–2 | Гру 1984 | Мельбурн, Австралія         | Трава     | Скотт Маккейн       | Бродерік Дайк Веллі Месур             | 6–7, 6–3, 6–7 |
| Поразка   | 5–3 | Бер 1993 | Сарагоса                    | Килим     | Давід Рікл          | Мартін Дамм Карел Новачек             | 6–2, 4–6, 5–7 |
| Перемога  | 6–3 | Бер 1993 | Касабланка, Марокко         | Ґрунт     | Піт Норвал          | Гірт Дзелде Горан Прпич               | 7–5, 7–6      |
| Поразка   | 6–4 | Чер 1993 | Галле, Німеччина            | Трава     | Марк-Кевін Гелльнер | Петр Корда Цирил Сук                  | 6–7, 7–5, 3–6 |
| Поразка   | 6–5 | Жов 1993 | Тель-Авів, Ізраїль          | Тверде    | Давід Рікл          | Серхіо Касаль Еміліо Санчес Вікаріо   | 4–6, 4–6      |
| Поразка   | 6–6 | Жов 1993 | Відень, Австрія             | Килим (i) | Давід Пріносіл      | Байрон Блек Джонатан Старк (тенісист) | 3–6, 6–7      |
| Перемога  | 7–6 | Лис 1993 | Сантьяго, Чилі              | Ґрунт     | Давід Рікл          | Крістер Аллгард Браян Девенінг        | 7–6, 6–4      |
| Перемога  | 8–6 | Гру 1983 | Сідней, Австралія           | Трава     | Пет Кеш             | Бродерік Дайк Род Фролі               | 7–6, 6–4      |
| Перемога  | 9–6 | Жов 1994 | Відень, Австрія             | Килим (i) | Давід Рікл          | Алекс Антоніч Грег Руседскі           | 7–6, 6–4      |